# Батпакти (Урджарський район)
Батпакти́ (каз. Батпақты) — село у складі Урджарського району Абайської області Казахстану. Входить до складу Баркитбельського сільського округу.
Населення — 187 осіб (2021; 278 у 2009, 346 у 1999, 381 у 1989).
Національний склад станом на 1989 рік:
- казахи — 46 %
- росіяни — 42 %

До 1999 року село називалось Покровка.